# Gel

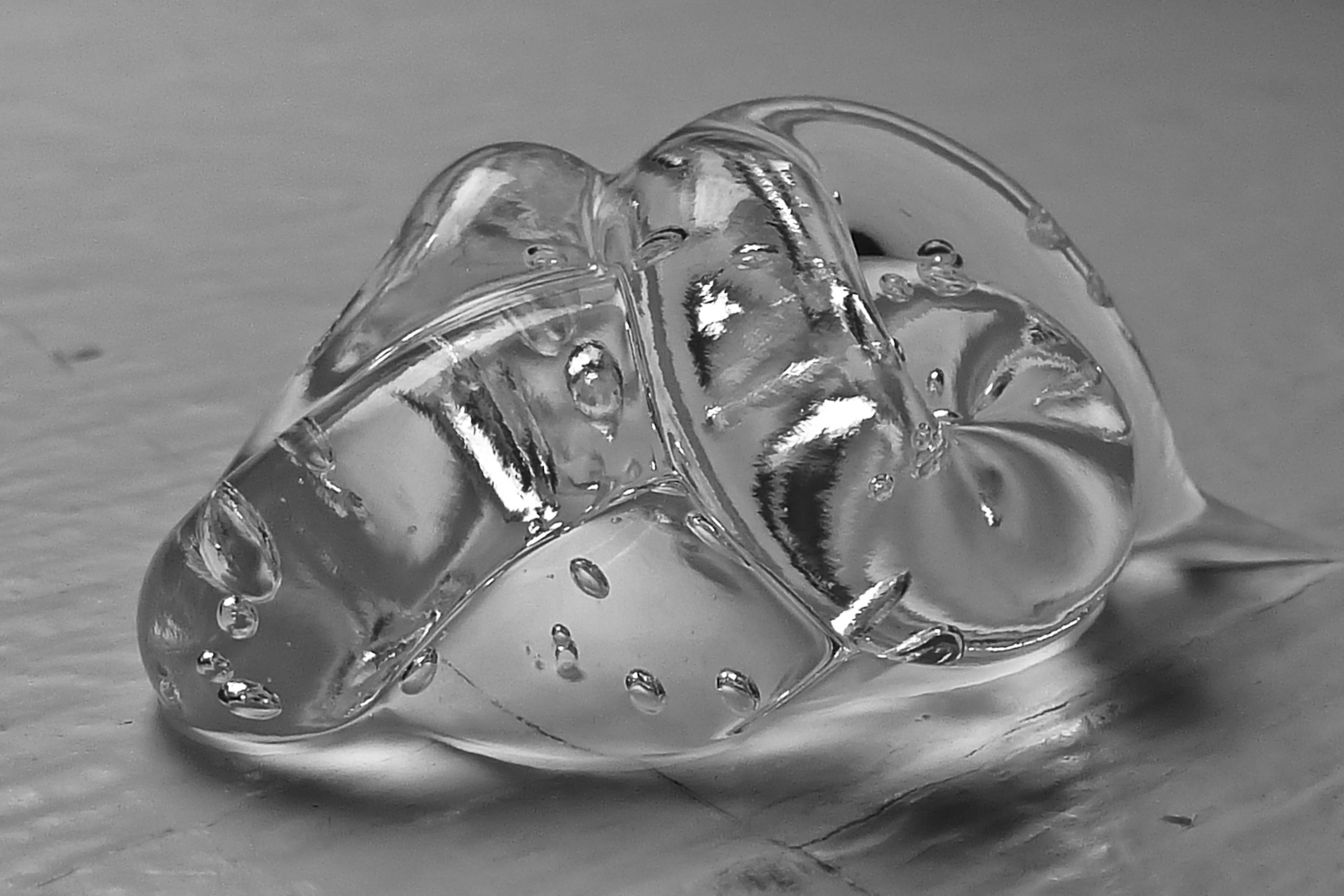
O cantitate mică de gel

Un gel (plural: geluri) este un sistem coloidal în care faza continuă este solidă, iar faza dispersă este lichidă. Gelurile prezintă o densitate similară cu lichidele, însă structura lor este asemănătoare cu cea a solidelor. Exemplul cel mai comun de gel este gelatina.
Unele geluri prezintă capacitatea de a trece dintr-o stare coloidală în alta; altfel spus, rămân fluide când sunt agitate și se solidifică când sunt imobile. Această proprietate se numește tixotropie. Procesul prin care se formează un gel se numește gelificare.